# 그린홀개얼굴박쥐
그린홀개얼굴박쥐(Cynomops greenhalli)는 큰귀박쥐과에 속하는 남아메리카 박쥐의 일종이다. 콜롬비아와 페루, 에콰도르, 베네수엘라, 기아나, 브라질 북동부와 트리니다드에서 발견된다. 식충성 박쥐로 몸길이는 40~97mm이다. 상체는 누르스름한 갈색부터 검은색을, 하체는 회색을 띠고 크게 갈라진 눈과 함께 넓은 얼굴을 갖고 있다. 귀는 짧고 둥글며, 대이주는 사각형 형태이다. 입술은 주름져 있고, 넓은 주둥이를 갖고 있다. 거의 대부분 저고도 지역에서 발견된다. 50~77마리가 모여 큰 나무 가지의 구멍 속에서 둥지를 튼다. 수컷과 암컷은 일년 내내 함께 머문다. 학명과 통용명은 트리니다드 포트오브스페인에 있는 트리니다드 지역 바이러스 실험실에서 광견병 프로그램을 담당하던 과학자 그린홀(Arthur Greenhall)의 이름에서 유래했다.